# 시노백 코로나19 백신
시노백 코로나19 백신 또는 CoronaVac은 중화인민공화국의 국영 제약사 시노백이 개발한 코로나19 백신이다. 이 백신은 비활성화 백신으로, 시노팜의 BBIBP-CorV와 인도 바라트 바이오테크의 BBV152와 같은 방식으로 개발되었다. 또한 이 백신은 2~8도의 냉장온도에서 보관이 가능해 토지나메란등 mRNA 백신보다 보관과 운송이 용이하다.
이 백신은 세계에서 가장 많이 접종된 백신으로 총 9억 4300만 회분이 접종되었다.

## 역사

### 임상 1/2상
2020년 4월 14일, 중국 당국이 시노백 백신의 임상시험을 비준했다.
2020년 6월 14일, 시노백은 18-59세 임상대상자 743명을 대상으로 임상1/2상 결과, 14일 간격으로 2회 접종했을 때 90%의 대상자들이 중화항체 반응을 유도하는 데 성공했다고 밝혔다.

### 임상 3상
2020년 7월 7일, 브라질 보건부에서 CoronaVac의 3차 임상시험을 비준했다고 발표하였다. 이임상시험은 브라질 6개 지역의 9천여 명의 지원자를 대상으로 지원하며, 부탄탕 연구소와 협력하기로 했다.
2020년 12월, 브라질 3상 결과발표가 2차례 연기 끝에 발표되었고, 50.38%의 예방효과가 확인되었다.
그 결과 브라질에서는 50%, 터키에서는 91.25%, 인도네시아에서는 65.3%의 예방효과가 확인되었다. 예방효과가 다른 이유는 각 나라의 자연환경이나 인구구조가 다르기 때문이다.

## 효능
이 백신을 접종받은 칠레인 수백만 명을 대상으로 한 실제 연구 결과, 67%의 유증상 감염, 85%의 입원, 89%의 집중치료 방문, 80%의 사망을 예방했다.브라질에서 진행된 임상 3상 결과는 유증상감염 예방 효과가 50.7%, 치료가 필요한 경증질환 예방 효과가 83.7%로 나타났다. 증상성 감염의 효능은 선량 간 21일 이상 간격으로 62.3%로 증가했다. 2021년 3월 3일 발표된 터키의 최종 3단계 결과는 83.5%의 효과를 보였다.

### 변이별 효과
| 접종 횟수 | 중증도      | 감마         | 델타          |
| --------- | ----------- | ------------ | ------------- |
| 1         | 무증상 감염 | 16% (15~17%) | 미확인        |
| 1         | 유증상 감염 | 미확인       | 14% (-60~55%) |
| 1         | 입원 치료   | 27% (25~28%) | 미확인        |
| 2         | 무증상 감염 | 54% (53~55%) | 미확인        |
| 2         | 유증상 감염 | 미확인       | 59% (16~82%)  |
| 2         | 입원 치료   | 73% (72~74%) | 100%          |

### 연령별 효능
브라질에서 2021년 1~6월 사이에 진행되었던 연구에 따르면 80세 이상 고령자에게서 효능이 현저히 감소하는 경향을 보였다.
| 접종 횟수 | 중증도      | 60세 미만    | 60대         | 70대         | 80대          | 90세 이상     |
| --------- | ----------- | ------------ | ------------ | ------------ | ------------- | ------------- |
| 1         | 무증상 감염 | 14% (12~16%) | 15% (13~18%) | 25% (23~27%) | 2% (-3~6%)    | -19% (-31~9%) |
| 1         | 입원 치료   | 34% (27~40%) | 30% (26~33%) | 33% (30~35%) | 8% (2~14%)    | -16% (-31~3%) |
| 1         | 사망        | 42% (26~54%) | 36% (30~41%) | 38% (35~32%) | 10% (3~11%)   | -22% (-41~6%) |
| 2         | 무증상 감염 | 45% (43~46%) | 56% (54~57%) | 62% (61~63%) | 57% (55~60%)  | 32% (24~38%)  |
| 2         | 입원 치료   | 84% (81~87%) | 78% (76~80%) | 74% (73~75%) | 63% (60~66%)  | 33% (23~41%)  |
| 2         | 사망        | 94% (59~99%) | 100%         | 100%         | 보고되지 않음 |               |

### 효능 논란
7월 8일, 인도네시아에서 시노백의 임상시험 총괄 책임자였던 노빌리아 샤프리 바크티아르 박사가 코로나19로 사망했다. 또한, 인도네시아에서 6월부터 현재까지 131명의 보건의료인이 코로나에 걸려 사망했고, 이들 대부분이 시노백 백신 접종을 완료한 것으로 파악됐다. 또한 태국에서도 시노백 백신을 맞은 의료진 수백 명이 돌파 감염되었고, 이 중 일부는 중증이라는 보도가 나오기도 했다.
이 밖에도 칠레, 바레인, 아랍에미리트, 세이셸등 중국산 백신에 의존한 국가들에서 돌파 감염 사례가 계속해서 나오면서 중국 백신에 대한 불신이 확산되고 있다.